# Judería de Málaga

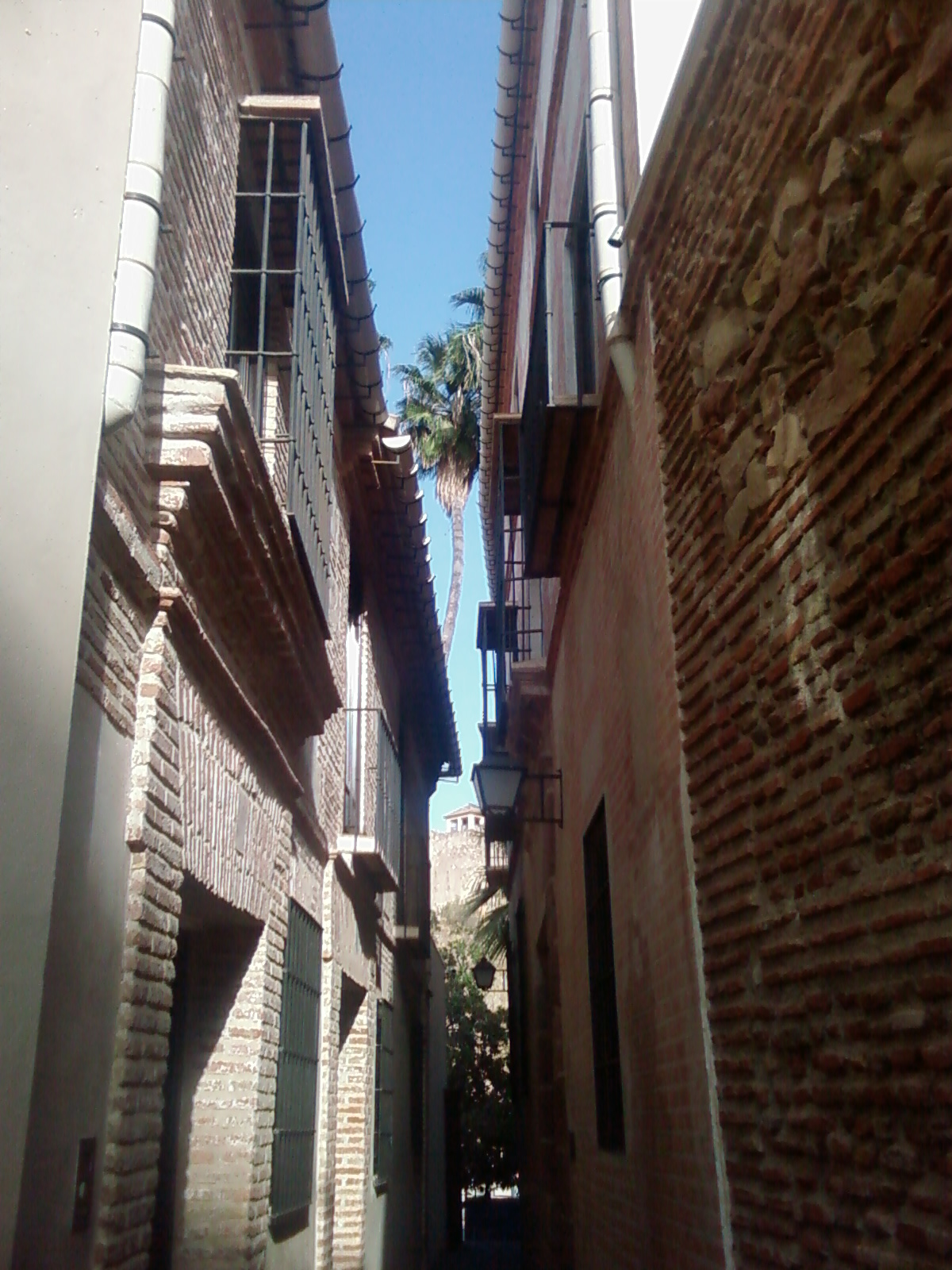
Pasaje de la judería junto al Museo Picasso Málaga.

La judería de Málaga es el sector del centro histórico de Málaga (España) en el que durante la Edad Media habitaba la comunidad judía.
Está situada entre la Calle San Agustín y la Calle Alcazabilla, en las inmediaciones de la alcazaba. También hay noticias de un cementerio hebreo instalado en las laderas del Castillo de Gibralfaro.

## Recuperación
Desde 2004
, se vienen realizando obras para la recuperación y rehabilitación del espacio de la judería, dentro del llamado plan de la judería, por el que ya se ha recuperado un torreón mudéjar, restaurado en 2008, y una nueva plaza que conecta las calles Alcazabilla y Granada, y la Aduana, la alcazaba y el teatro romano con el Museo Picasso y la Plaza de la Merced, abierta en diciembre de 2013.
Estaba incluida la instalación de una sinagoga por parte de la Comunidad Israelita de Málaga. Según el proyecto, la sinagoga albergaría además un museo sefardí, pero la sinagoga quedó encallada por falta de medios.